# Cleisostoma porrigens
Cleisostoma porrigens är en orkidéart som först beskrevs av Noriaki Fukuyama, och fick sitt nu gällande namn av Leslie Andrew Garay. Cleisostoma porrigens ingår i släktet Cleisostoma, och familjen orkidéer. Inga underarter finns listade i Catalogue of Life.